# Julius Schmid

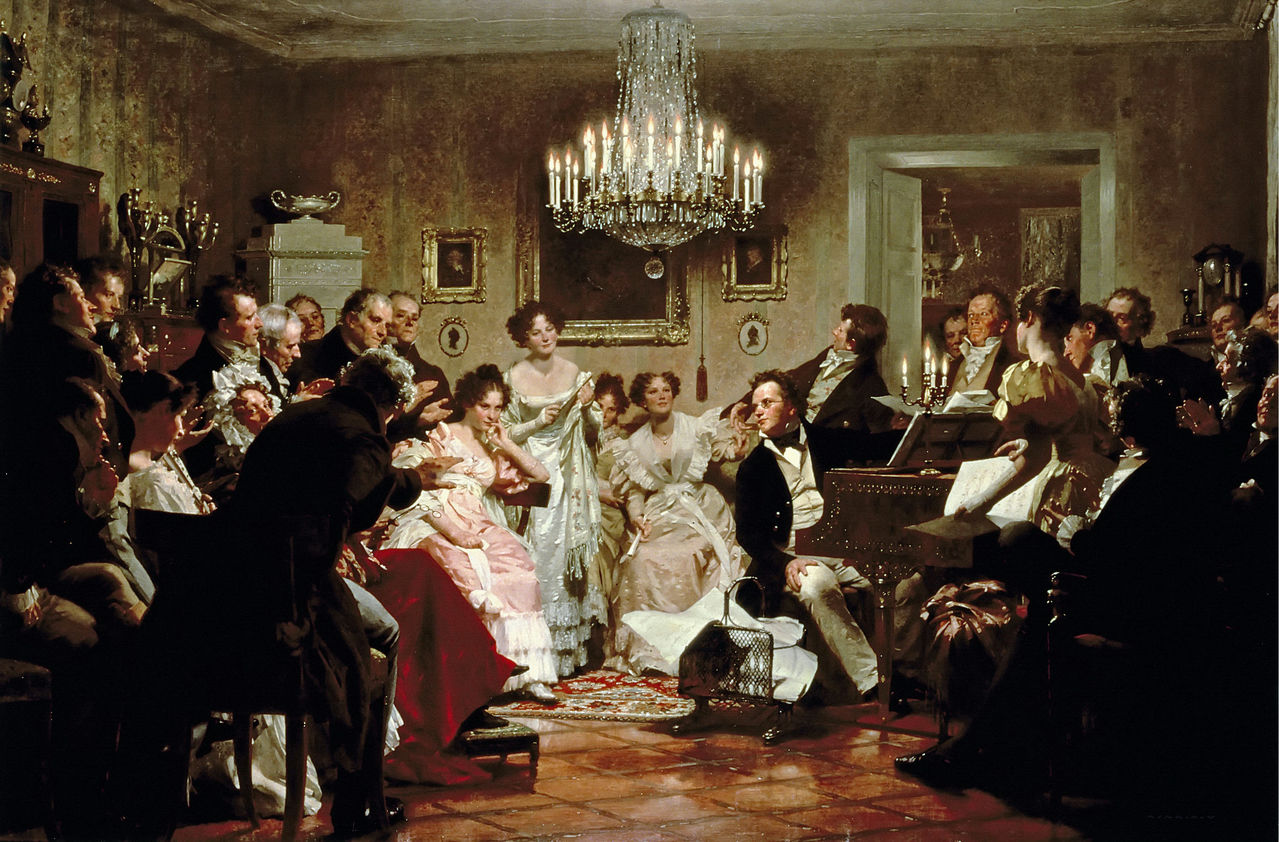
Schubertiade de Julius Schmid, 1896

Julius Schmid (1854-1935) fue un pintor vienés más conocido por su pintura de Franz Schubert, Schubertiade (también conocido como Schubertabend ). Cayó en el olvido en el siglo XX.

## Biografía

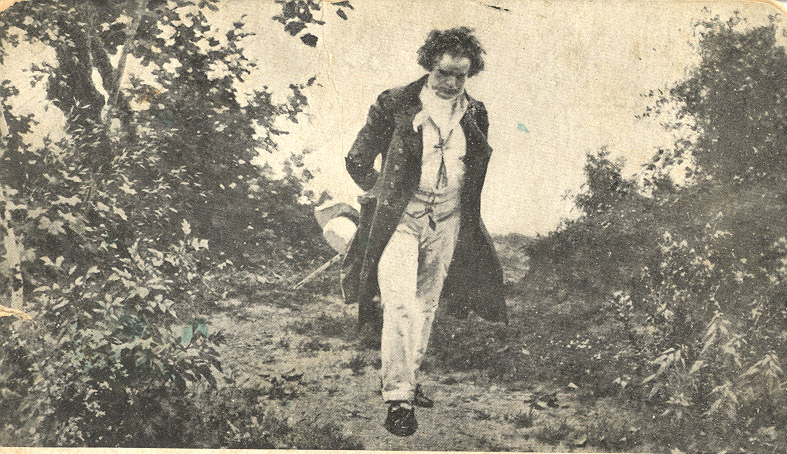
Paseo de Beethoven en la naturaleza, por Julius Schmid.

Schmid nació en Viena y estudió en la Academia de Bellas Artes local durante siete años. Ganó el Prix de Rome en 1878, lo que le permitió estudiar allí durante dos años, tras lo cual decidió viajar por Italia para mejorar su oficio. Fue enseñado brevemente por Hans Makart, quien también enseñó a Gustav Klimt.
La pintura de Schmid de Beethoven se utilizó como imagen de portada del número del 18 de marzo de 1927 de The Radio Times.